# Правителство на Република Македония (5)
Петото правителство на Република Македония просъществува от 1 ноември 2002 до 28 август 2006 година. През този период управляват трима различни министър-председатели, а съставът на правителството е леко изменен при всеки от тях. И трите правителства са коалиционни на партиите СДСМ, ЛДП и ДСИ. От 1 ноември 2002 до 2 юни 2004 година правителството е начело с Бранко Цървенковски, от 2 юни 2004 до 15 ноември на същата година с Хари Костов, а от 15 ноември 2004 до 28 август 2006 начело на правителството застава Владо Бучковски.

## Правителства (2002-2006)

#### Бранко Цървенковски (2002-2004)
| министерство                                                          | име | име                   | партия                                                |
| --------------------------------------------------------------------- | --- | --------------------- | ----------------------------------------------------- |
| министър-председател                                                  |     | Бранко Цървенковски   | СДСМ                                                  |
| заместник министър-председател, отговаряща за европейската интеграция |     | Радмила Шекеринска    | СДСМ                                                  |
| заместник министър-председател, отговарящ за политическата система    |     | Муса Джафери          | ДСИ                                                   |
| заместник министър-председател, финанси                               |     | Петър Гошев           | Либерално-демократическа партия (Република Македония) |
| вътрешни работи                                                       |     | Хари Костов           | СДСМ                                                  |
| външни работи                                                         |     | Илинка Митрева        | СДСМ                                                  |
| образование и наука                                                   |     | Азис Положани         | ДСИ                                                   |
| правосъдие                                                            |     | Исмаил Дарлища        | ДСИ                                                   |
| отбрана                                                               |     | Владо Бучковски       | СДСМ                                                  |
| икономика                                                             |     | Илия Филиповски       | СДСМ                                                  |
| труд и социална политика                                              |     | Йован Манасиевски     | Либерално-демократическа партия (Република Македония) |
| земеделие, гори и водно стопанство                                    |     | Славко Петров         | Либерално-демократическа партия (Република Македония) |
| околна среда и пространствено планиране                               |     | Любомир Янев          | СДСМ                                                  |
| транспорт и връзки                                                    |     | Абдулхалим Касапи     | ДСИ                                                   |
| здравеопазване                                                        |     | Реджеп Селмани        | ДСИ                                                   |
| култура                                                               |     | Благоя Стефановски    | СДСМ                                                  |
| местно самоуправление                                                 |     | Александър Гещаковски | СДСМ                                                  |
| без ресор                                                             |     | Владо Поповски        | Либерално-демократическа партия (Република Македония) |

#### Хари Костов (юни-ноември 2004)
| министерство                                                          | име | име                   | партия                                                |
| --------------------------------------------------------------------- | --- | --------------------- | ----------------------------------------------------- |
| министър-председател                                                  |     | Хари Костов           | безпартиен                                            |
| заместник министър-председател, отговаряща за европейската интеграция |     | Радмила Шекеринска    | СДСМ                                                  |
| заместник министър-председател, отговарящ за политическата система    |     | Муса Джафери          | ДСИ                                                   |
| заместник министър-председател                                        |     | Петър Гошев           | Либерално-демократическа партия (Република Македония) |
| вътрешни работи                                                       |     | Силян Аврамовски      | СДСМ                                                  |
| външни работи                                                         |     | Илинка Митрева        | СДСМ                                                  |
| образование и наука                                                   |     | Азис Положани         | ДСИ                                                   |
| правосъдие                                                            |     | Иджет Мемети          | ДСИ                                                   |
| отбрана                                                               |     | Владо Бучковски       | СДСМ                                                  |
| икономика                                                             |     | Стевче Якимовски      | Либерално-демократическа партия (Република Македония) |
| финанси                                                               |     | Никола Поповски       | СДСМ                                                  |
| труд и социална политика                                              |     | Йован Манасиевски     | Либерално-демократическа партия (Република Македония) |
| земеделие, гори и водно стопанство                                    |     | Славко Петров         | Либерално-демократическа партия (Република Македония) |
| околна среда и пространствено планиране                               |     | Любомир Янев          | СДСМ                                                  |
| транспорт и връзки                                                    |     | Агрон Буджаку         | ДСИ                                                   |
| здравеопазване                                                        |     | Реджеп Селмани        | ДСИ                                                   |
| култура                                                               |     | Благоя Стефановски    | СДСМ                                                  |
| местно самоуправление                                                 |     | Александър Гещаковски | СДСМ                                                  |
| без ресор                                                             |     | Владо Поповски        | Либерално-демократическа партия (Република Македония) |

#### Владо Бучковски (2004-2006)
| министерство                                                          | име | име                          | партия                                                |
| --------------------------------------------------------------------- | --- | ---------------------------- | ----------------------------------------------------- |
| министър-председател                                                  |     | Владо Бучковски              | СДСМ                                                  |
| заместник министър-председател, отговаряща за европейската интеграция |     | Радмила Шекеринска           | СДСМ                                                  |
| заместник министър-председател, отговарящ за политическата система    |     | Муса Джафери                 | ДСИ                                                   |
| заместник министър-председател, отговарящ за икономическата система   |     | Минчо Йорданов               | СДСМ                                                  |
| вътрешни работи                                                       |     | Любомир Михайловски          | СДСМ                                                  |
| външни работи                                                         |     | Илинка Митрева               | СДСМ                                                  |
| образование и наука                                                   |     | Азис Положани                | ДСИ                                                   |
| правосъдие                                                            |     | Мери Младеновска-Георгиевска | СДСМ                                                  |
| отбрана                                                               |     | Йован Манасиевски            | Либерално-демократическа партия (Република Македония) |
| икономика                                                             |     | Фатмир Бесими                | ДСИ                                                   |
| труд и социална политика                                              |     | Стевче Якимовски             | Либерално-демократическа партия (Република Македония) |
| земеделие, гори и водно стопанство                                    |     | Садула Дураку                | ДСИ                                                   |
| околна среда и пространствено планиране                               |     | Зоран Шапурич                | Либерално-демократическа партия (Република Македония) |
| транспорт и връзки                                                    |     | Джемали Мехази               | ДСИ                                                   |
| здравеопазване                                                        |     | Владимир Димов               | СДСМ                                                  |
| култура                                                               |     | Благоя Стефановски           | СДСМ                                                  |
| финанси                                                               |     | Никола Поповски              | СДСМ                                                  |
| местно самоуправление                                                 |     | Ризван Сулеймани             | ДСИ                                                   |
| без ресор                                                             |     | Владо Поповски               | Либерално-демократическа партия (Република Македония) |